# Oum El Guerdane
Oum El Guerdane (en arabe : أم الݣردان) est une commune marocaine de type rurale. Elle est située dans la province de Tata à la région de Souss-Massa. Son code postal est 84024.

## Sources
- (en) El Guerdane sur le site de Falling Rain Genomics, Inc.